# Босния и Герцеговина на зимних Олимпийских играх 2002
Босния и Герцеговина принимала участие в Зимних Олимпийских играх 2002 года в Солт-Лейк-Сити (США) в третий раз за свою историю, но не завоевала ни одной медали. Сборная страны состояла из двух спортсменов (оба — мужчины), выступивших в соревнованиях по горнолыжному спорту.

## Результаты соревнований

### Горнолыжный спорт
Мужчины
| Соревнование      | Спортсмены        | 1 спуск | 2 спуск | Всего   | Место |
| ----------------- | ----------------- | ------- | ------- | ------- | ----- |
| Гигантский слалом | Тахир Бисич       | 1:18,96 | 1:17,21 | 2:36,17 | 44    |
| Гигантский слалом | Энис Бечирбегович | 1:17,56 | DNF     | DNF     | —     |
| Слалом            | Тахир Бисич       | 57,55   | 1:00,17 | 1:57,72 | 29    |

Комбинация (мужчины)
| Спортсмен   | Скоростной спуск | Слалом  | Слалом  | Всего | Всего |
| Спортсмен   | Скоростной спуск | 1 спуск | 2 спуск | Всего | Место |
| ----------- | ---------------- | ------- | ------- | ----- | ----- |
| Тахир Бисич | 1:48,68          | DNF     | —       | DNF   | —     |